# Rollerski-Weltcup 2017
Der Rollerski-Weltcup 2017 begann am 7. Juli 2017 im kroatischen Oroslavje und endete am 10. September 2017 im Trentino. Die Gesamtwertung der Männer gewann wie im Vorjahr der Schwede Robin Norum. Bei der Gesamtwertung der Frauen wurde die Slowakin Alena Procházková Erste.

## Männer

### Resultate
| 1. Weltcup in Oroslavje, 7.–9. Juli 2017 | 1. Weltcup in Oroslavje, 7.–9. Juli 2017 | 1. Weltcup in Oroslavje, 7.–9. Juli 2017 | 1. Weltcup in Oroslavje, 7.–9. Juli 2017 | 1. Weltcup in Oroslavje, 7.–9. Juli 2017 |
| ---------------------------------------- | ---------------------------------------- | ---------------------------------------- | ---------------------------------------- | ---------------------------------------- |
| Datum                                    | Disziplin                                | Erster Platz                             | Zweiter Platz                            | Dritter Platz                            |
| 7. Juli 2017                             | 16 km Freistil Massenstart               | Emanuele Becchis                         | Ragnar Bragvin Andresen                  | Robin Norum                              |
| 8. Juli 2017                             | 7 km klassisch Berglauf                  | Robin Norum                              | Peter Mlynar                             | Tom Fahlen                               |
| 9. Juli 2017                             | Sprint Freistil                          | Dmitri Woronin                           | Alessio Berlanda                         | Ludvig Søgnen Jensen                     |

| 2. Weltcup und 9. Rollerski-Weltmeisterschaften in Sollefteå, 3. bis 6. August 2017 | 2. Weltcup und 9. Rollerski-Weltmeisterschaften in Sollefteå, 3. bis 6. August 2017 | 2. Weltcup und 9. Rollerski-Weltmeisterschaften in Sollefteå, 3. bis 6. August 2017 | 2. Weltcup und 9. Rollerski-Weltmeisterschaften in Sollefteå, 3. bis 6. August 2017 | 2. Weltcup und 9. Rollerski-Weltmeisterschaften in Sollefteå, 3. bis 6. August 2017 |
| ----------------------------------------------------------------------------------- | ----------------------------------------------------------------------------------- | ----------------------------------------------------------------------------------- | ----------------------------------------------------------------------------------- | ----------------------------------------------------------------------------------- |
| Datum                                                                               | Disziplin                                                                           | Erster Platz                                                                        | Zweiter Platz                                                                       | Dritter Platz                                                                       |
| 3. August 2017                                                                      | 22,5 km Freistil                                                                    | Anders Svanebo                                                                      | Alexander Bolschunow                                                                | Even Sæteren Hippe                                                                  |
| 4. August 2017                                                                      | Sprint Freistil                                                                     | Emanuele Becchis                                                                    | Jostein Olafsen                                                                     | Vitaliy Smirnov                                                                     |
| 5. August 2017                                                                      | 20 km klassisch Massenstart                                                         | Alexander Bolschunow                                                                | Anders Svanebo                                                                      | Robin Norum                                                                         |
| 6. August 2017                                                                      | Teamsprint Freistil                                                                 | NorwegenEven Sæteren Hippe Ragnar Bragvin Andresen                                  | SchwedenAdam Persson Erik Silfver                                                   | SlowakeiMiroslav Šulek Peter Mlynár                                                 |

| 3. Weltcup in Madona, 11.–13. August 2017 (Mini-Tour; halbe Punkte für die Etappen) | 3. Weltcup in Madona, 11.–13. August 2017 (Mini-Tour; halbe Punkte für die Etappen) | 3. Weltcup in Madona, 11.–13. August 2017 (Mini-Tour; halbe Punkte für die Etappen) | 3. Weltcup in Madona, 11.–13. August 2017 (Mini-Tour; halbe Punkte für die Etappen) | 3. Weltcup in Madona, 11.–13. August 2017 (Mini-Tour; halbe Punkte für die Etappen) |
| ----------------------------------------------------------------------------------- | ----------------------------------------------------------------------------------- | ----------------------------------------------------------------------------------- | ----------------------------------------------------------------------------------- | ----------------------------------------------------------------------------------- |
| Datum                                                                               | Disziplin                                                                           | Erster Platz                                                                        | Zweiter Platz                                                                       | Dritter Platz                                                                       |
| 11. August 2017                                                                     | Sprint Freistil                                                                     | Emanuele Becchis                                                                    | Ragnar Bragvin Andresen                                                             | Kristian Ankersen                                                                   |
| 12. August 2017                                                                     | 7,5 km klassisch                                                                    | Robin Norum                                                                         | Victor Gustafsson                                                                   | Anton Schatagin                                                                     |
| 13. August 2017                                                                     | 15 km Freistil Verfolgung                                                           | Victor Gustafsson                                                                   | Robin Norum                                                                         | Andrei Nischakow                                                                    |
| Gesamtwertung (doppelte Punkte)                                                     | Gesamtwertung (doppelte Punkte)                                                     | Robin Norum                                                                         | Victor Gustafsson                                                                   | Ragnar Bragvin Andresen                                                             |

| 4. Weltcup in Trient, 8. bis 10. September 2017 | 4. Weltcup in Trient, 8. bis 10. September 2017 | 4. Weltcup in Trient, 8. bis 10. September 2017 | 4. Weltcup in Trient, 8. bis 10. September 2017 | 4. Weltcup in Trient, 8. bis 10. September 2017 |
| ----------------------------------------------- | ----------------------------------------------- | ----------------------------------------------- | ----------------------------------------------- | ----------------------------------------------- |
| Datum                                           | Disziplin                                       | Erster Platz                                    | Zweiter Platz                                   | Dritter Platz                                   |
| 8. September 2017                               | Sprint Freistil                                 | Emanuele Becchis                                | Alessio Berlanda                                | Jostein Olafsen                                 |
| 9. September 2017                               | 8,5 km klassisch                                | Irineu Esteve Altimiras                         | Paul Constantin Pepene                          | Robin Norum                                     |
| 10. September 2017                              | 10,8 km Freistil Verfolgung                     | Paul Constantin Pepene                          | Irineu Esteve Altimiras                         | Robin Norum                                     |

### Gesamtwertung Männer
| Rang | Name                     | Punkte |
| ---- | ------------------------ | ------ |
| 001. | Robin Norum              | 775    |
| 02.  | Emanuele Becchis         | 566    |
| 03.  | Victor Gustafsson        | 552    |
| 04.  | Ragnar Bragvin Andresen  | 440    |
| 05.  | Matteo Tanel             | 266    |
| 06.  | Sigurd Braathen Reigstad | 254    |
| 07.  | Jostein Olafsen          | 252    |
| 08.  | Miroslav Šulek           | 248    |
| 09.  | Andrei Nischakow         | 247    |
| 10.  | Anton Schatagin          | 231    |
| 11.  | Peter Mlynár             | 202    |
| 12.  | Alessio Berlanda         | 184    |
| 13.  | Alberto Dalla Via        | 183    |
| 14.  | Kristian Ankersen        | 181    |

| Rang | Name                    | Punkte |
| ---- | ----------------------- | ------ |
| 15.  | Alexander Bolschunow    | 180    |
| 15.  | Irineu Esteve Altimiras | 180    |
| 15.  | Paul Constantin Pepene  | 180    |
| 15.  | Anders Svanebo          | 180    |
| 19.  | Ingmars Briedis         | 169    |
| 20.  | Kostjantyn Jaremenko    | 163    |
| 21.  | Andrij Martschenko      | 154    |
| 22.  | Unai Sanz               | 150    |
| 23.  | Mantas Strolia          | 148    |
| 24.  | Witali Smirnow          | 142    |
| 25.  | Tom Fahlen              | 138    |
| 26.  | Oleksij Krassowskyj     | 135    |
| 27.  | Dimitrij Woronin        | 129    |
| 28.  | Max Olex                | 120    |

| Rang | Name                 | Punkte |
| ---- | -------------------- | ------ |
| 29.  | Jacopo Giardina      | 116    |
| 30.  | Sergio Bonaldi       | 111    |
| 31.  | Ludvig Søgnen Jensen | 110    |
| 32.  | Michail Kurotschkin  | 108    |
| 33.  | Even Sæteren Hippe   | 105    |
| 34.  | Andrej Segeč         | 104    |
| 35.  | Petrică Hogiu        | 100    |
| 36.  | Moritz Waidelich     | 94     |
| 37.  | Ronalds Krams        | 91     |
| 38.  | Andrij Petruk        | 89     |
| 39.  | Emanuele Sbabo       | 87     |
| 40.  | Ilja Besgin          | 76     |

## Frauen

### Resultate
| 1. Weltcup in Oroslavje, 7.–9. Juli 2017 | 1. Weltcup in Oroslavje, 7.–9. Juli 2017 | 1. Weltcup in Oroslavje, 7.–9. Juli 2017 | 1. Weltcup in Oroslavje, 7.–9. Juli 2017 | 1. Weltcup in Oroslavje, 7.–9. Juli 2017 |
| ---------------------------------------- | ---------------------------------------- | ---------------------------------------- | ---------------------------------------- | ---------------------------------------- |
| Datum                                    | Disziplin                                | Erster Platz                             | Zweiter Platz                            | Dritter Platz                            |
| 7. Juli 2017                             | 12 km Freistil Massenstart               | Lisa Bolzan                              | Alena Procházková                        | Anna Bolzan                              |
| 8. Juli 2017                             | 7 km klassisch Berglauf                  | Sandra Olsson                            | Helene Söderlund                         | Alena Procházková                        |
| 9. Juli 2017                             | Sprint Freistil                          | Anna Bolzan                              | Olga Letutschewa                         | Lisa Bolzan                              |

| 2. Weltcup und 9. Rollerski-Weltmeisterschaften in Sollefteå, 3. bis 6. August 2017 | 2. Weltcup und 9. Rollerski-Weltmeisterschaften in Sollefteå, 3. bis 6. August 2017 | 2. Weltcup und 9. Rollerski-Weltmeisterschaften in Sollefteå, 3. bis 6. August 2017 | 2. Weltcup und 9. Rollerski-Weltmeisterschaften in Sollefteå, 3. bis 6. August 2017 | 2. Weltcup und 9. Rollerski-Weltmeisterschaften in Sollefteå, 3. bis 6. August 2017 |
| ----------------------------------------------------------------------------------- | ----------------------------------------------------------------------------------- | ----------------------------------------------------------------------------------- | ----------------------------------------------------------------------------------- | ----------------------------------------------------------------------------------- |
| Datum                                                                               | Disziplin                                                                           | Erster Platz                                                                        | Zweiter Platz                                                                       | Dritter Platz                                                                       |
| 3. August 2017                                                                      | 18 km Freistil                                                                      | Linn Sömskar                                                                        | Maja Dahlqvist                                                                      | Swetlana Nikolajewa                                                                 |
| 4. August 2017                                                                      | Sprint Freistil                                                                     | Olga Letutschewa                                                                    | Alena Procházková                                                                   | Linn Sömskar                                                                        |
| 5. August 2017                                                                      | 16 km klassisch Massenstart                                                         | Linn Sömskar                                                                        | Alena Procházková                                                                   | Maja Dahlqvist                                                                      |
| 6. August 2017                                                                      | Teamsprint Freistil                                                                 | SchwedenMaja Dahlqvist Linn Sömskar                                                 | RusslandOlga Michailowa Olga Letutschewa                                            | ItalienAnna Bolzan Lisa Bolzan                                                      |

| 3. Weltcup in Madona, 11.–13. August 2017 (Mini-Tour; halbe Punkte für die Etappen) | 3. Weltcup in Madona, 11.–13. August 2017 (Mini-Tour; halbe Punkte für die Etappen) | 3. Weltcup in Madona, 11.–13. August 2017 (Mini-Tour; halbe Punkte für die Etappen) | 3. Weltcup in Madona, 11.–13. August 2017 (Mini-Tour; halbe Punkte für die Etappen) | 3. Weltcup in Madona, 11.–13. August 2017 (Mini-Tour; halbe Punkte für die Etappen) |
| ----------------------------------------------------------------------------------- | ----------------------------------------------------------------------------------- | ----------------------------------------------------------------------------------- | ----------------------------------------------------------------------------------- | ----------------------------------------------------------------------------------- |
| Datum                                                                               | Disziplin                                                                           | Erster Platz                                                                        | Zweiter Platz                                                                       | Dritter Platz                                                                       |
| 11. August 2017                                                                     | Sprint Freistil                                                                     | Alena Procházková                                                                   | Olga Letutschewa                                                                    | Lisa Bolzan                                                                         |
| 12. August 2017                                                                     | 5 km klassisch                                                                      | Alena Procházková                                                                   | Sandra Olsson                                                                       | Helene Söderlund                                                                    |
| 13. August 2017                                                                     | 10 km Freistil Verfolgung                                                           | Alena Procházková                                                                   | Helene Söderlund                                                                    | Sandra Olsson                                                                       |
| Gesamtwertung (doppelte Punkte)                                                     | Gesamtwertung (doppelte Punkte)                                                     | Alena Procházková                                                                   | Sandra Olsson                                                                       | Helene Söderlund                                                                    |

| 4. Weltcup in Trient, 8. bis 10. September 2017 | 4. Weltcup in Trient, 8. bis 10. September 2017 | 4. Weltcup in Trient, 8. bis 10. September 2017 | 4. Weltcup in Trient, 8. bis 10. September 2017 | 4. Weltcup in Trient, 8. bis 10. September 2017 |
| ----------------------------------------------- | ----------------------------------------------- | ----------------------------------------------- | ----------------------------------------------- | ----------------------------------------------- |
| Datum                                           | Disziplin                                       | Erster Platz                                    | Zweiter Platz                                   | Dritter Platz                                   |
| 8. September 2017                               | Sprint Freistil                                 | Alena Procházková                               | Gaia Vuerich                                    | Lisa Bolzan                                     |
| 9. September 2017                               | 4,7 km klassisch                                | Helene Söderlund                                | Sandra Olsson                                   | Swetlana Hwostunkowa                            |
| 10. September 2017                              | 6,9 km Freistil Verfolgung                      | Helene Söderlund                                | Swetlana Hwostunkowa                            | Sandra Olsson                                   |

### Gesamtwertung Frauen
| Rang | Name                 | Punkte |
| ---- | -------------------- | ------ |
| 001. | Alena Procházková    | 899    |
| 02.  | Sandra Olsson        | 682    |
| 03.  | Helene Söderlund     | 624    |
| 04.  | Lisa Bolzan          | 615    |
| 05.  | Anna Bolzan          | 467    |
| 06.  | Olga Letutschewa     | 366    |
| 07.  | Tina Willert         | 263    |
| 08.  | Linn Sömskar         | 260    |
| 09.  | Xenija Konohowa      | 254    |
| 09.  | Natalija Plotnikowa  | 254    |
| 11.  | Arina Kalinina       | 242    |
| 12.  | Swetlana Hwostunkowa | 206    |
| 13.  | Triin Ojaste         | 202    |
| 14.  | Maja Dahlqvist       | 185    |

| Rang | Name                | Punkte |
| ---- | ------------------- | ------ |
| 15.  | Maryja Nedjuchina   | 176    |
| 16.  | Tetjana Antypenko   | 164    |
| 17.  | Sandra Schützová    | 129    |
| 18.  | Uljana Gawrilowa    | 128    |
| 19.  | Kitija Auziņa       | 126    |
| 19.  | Wiktorija Olech     | 126    |
| 21.  | Elena Ektowa        | 110    |
| 22.  | Marija Kaznačenko   | 106    |
| 23.  | Swetlana Nikolajewa | 105    |
| 24.  | Olga Michailowa     | 90     |
| 24.  | Anda Muižniece      | 90     |
| 26.  | Warwara Prochorowa  | 87     |
| 27.  | Elin Mohlin         | 86     |
| 28.  | Natalija Plotnikowa | 82     |

| Rang | Name                    | Punkte |
| ---- | ----------------------- | ------ |
| 29.  | Gaia Vuerich            | 80     |
| 30.  | Margarita Woronina      | 77     |
| 31.  | Ingeborg Dahl           | 75     |
| 32.  | Maria Ntanou            | 62     |
| 33.  | Nika Blazenic           | 58     |
| 34.  | Jackline Lockner        | 50     |
| 34.  | Yvonne Mrzljak          | 50     |
| 36.  | Elena Lukjanowa         | 46     |
| 37.  | Julie Synnøve Ensrud    | 42     |
| 38.  | Ulla Hornfeck           | 36     |
| 39.  | Karen Chanloung         | 32     |
| 40.  | Natalija Kovalova       | 27     |
| 41.  | Walentyna Schewtschenko | 11     |